# Rwingajo
Rwingajo är ett periodiskt vattendrag i Burundi.   Det ligger i provinsen Kirundo, i den norra delen av landet, 120 kilometer nordost om huvudstaden Bujumbura.
Omgivningarna runt Rwingajo är huvudsakligen savann. Runt Rwingajo är det tätbefolkat, med 319 invånare per kvadratkilometer.